# Ašvinové

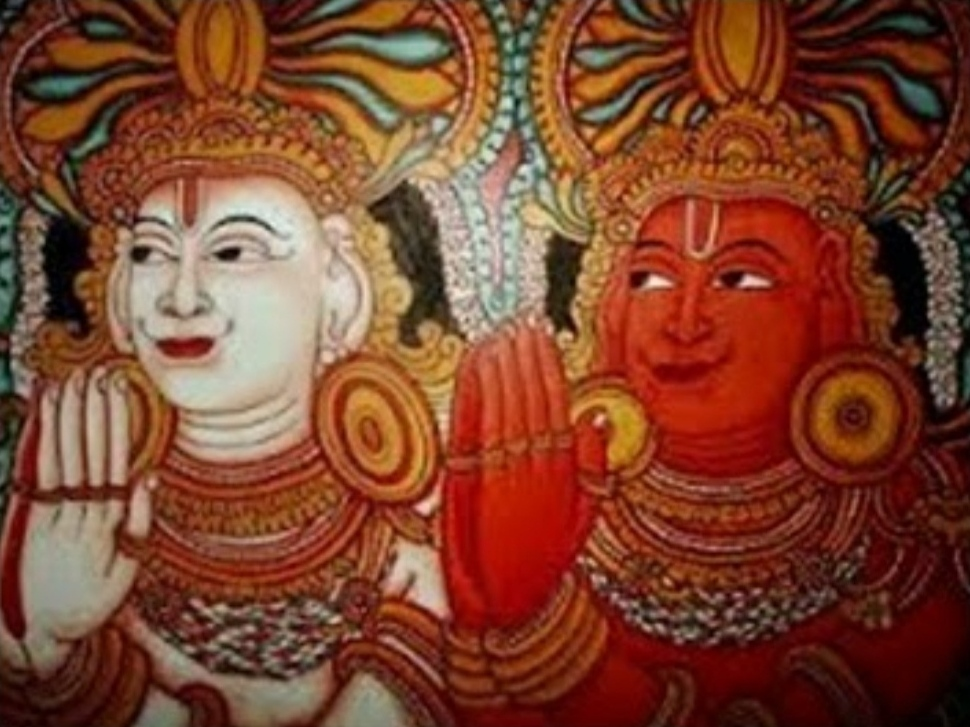
Ašwini Kumaras, hinduistická forma Ašvinů

Ašvinové, též Nasátjové jsou védská božstva, božští blíženci úzce spojení s koňmi. Typicky jsou vzývání jako pomocníci v nesnázích a zachránci při katastrofách, především na moři. Prosebníku mohou pomoci tím že mu darují poklady či jej zachránit před smrtí či zraněním v bitvě, jako lékaři bohů lečí nemoci, zmrzačení, navrací mládí a střeží nesmrtelnost. V Rgvédu zaujímají poměrně významné místo, je jim věnováno přes padesát hymnů čímž se řadí hned za Indru, Agniho a Sómu. Ašvinové se od sebe vzájemně liší a to jak svojí povahou tak nejspíše i svým původem, zatímco jeden je válečníkem, druhý vozatajem, méně bojovným ale nadaným kouzelnou mocí. Jméno Ašvin „mající koně“, respektive Násatja „zachránce“, se nejspíše původně vztahovalo k jednomu, respektive druhému, z páru. Nejstarší zmínka o nich pochází již z mittanijských smluv přibližně z roku 1380 př. n. l., které je zmiňují jako Na-ša-at-ti-jas, ze zarathuštrické literatury je známo jméno Nanhaithja, které označuje blíže neurčeného daévu, tedy démona, zmiňovaného společně s Indarou, tedy védským Indrou, a Saurvou, védským Šarvou-Rudrou. Především však mají svůj protějšek v řeckých Dioskúrech a baltských Dieva dēli a Ašvieniai.
Ašvinové jsou popisováni jako nejmladší z bohů, zářiví, krásní, ozdobení květinovými girlandami a zároveň obratní a silní, ale také moudří a nadaní magickou mocí. Často jsou spojováni s medem, jehož barvu má jejich kůže a jejich vůz, který je též popisován jako zlatý, slunci podobným a rychlejší než myšlenka. Vůz může být tažen koňmi, ale také ptáky nebo osly a každý den jím překonají celý svět. Mají blízký vztah k úsvitu a bohyni která jej reprezentuje: Ušas. Jsou vzýváni při ranním hymnu který ji budí, když zapřáhnou svůj vůz Ušas se nově rodí jako každé, jsou její přátelé a společníci.
Co se kultu týče Ašvinové byli vzýváni při obětování horkého mléka, v nádobě jménem gharma, zvaném pravagarja, předcházejícím oběti sómu, a při ranních modlitbách prátaranuváka a ašvinašastra. Významné postavení koní a válečných vozů v rituálech jako ašvamédha a vájapeja, jež představují ještě starší vrstvu obřadů, napovídá o významnosti kultu Ašvinů v raném védském náboženství. Védský král při obřadu uvedení do funkce zvaném rádžasúja vstoupil do domu svého vozataje a obětoval Ašvinům. Rádžasúja zahrnovala též rituál zvaný sautramaní při kterém bylo obětováno Ašvinům, Indrovi a Sarasvatí, téhož rituálu samostatně užívali ti co požili tolik sómu že to vedlo ke zvracení.
V indické astronomii je po Ašvinech pojmenován asterismus Ašvini.

## Motivy

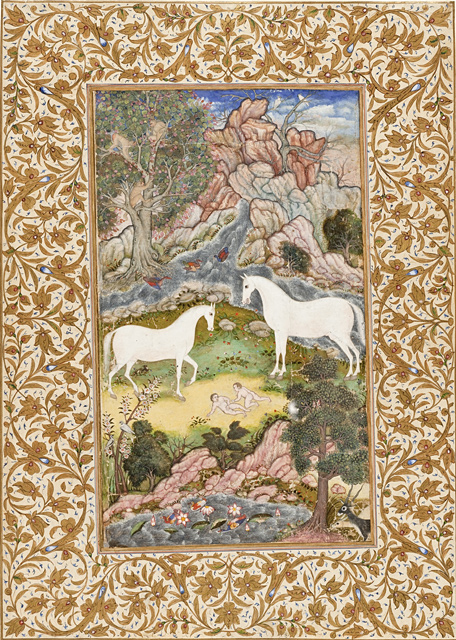
Narození Ašvinů, Mughalská říše, cca 1585-1590

Podle Rgvédu překonávají Ašvinové svým vozem každý den celé nebe a zemi, některé zmínky dokonce naznačují že jejich vůz je totožný se sluncem. Slunce má védských textech často dvě formy, jednu denní a bílou a druhou noční a černou, Rgvédský hymnus 6.9 tak hovoří o bílém (ardžuna) a černém (kršna) dni, což se odráží v Mahábháratě kde je válečník Ardžuna doprovázen vozatajem Kršnou. V rgvédském hymnu 10. 39 jsou Ašvinové vzýváni aby přijeli se svým vozem a mohla se tak zrodit Ušas – nový úsvit a dva krásné Vivasvánovy dny – tedy bílý a černý. V jiných textech je denní slunce běžným sluncem, zatímco nočním sluncem je oheň, takže dvojici tvoří Súrja a Agni, jindy zase Mitra a Varuna.
Rgvédský hymnus 10. 17 označuje za matku Ašvinů bohyni Saranjú a boha Vivasvána a naznačuje mýtus rozpracovaný v pozdějších textech. Podle toho Saranjú nejprve porodila dvojčata Jamu a Jamí a poté vytvořili svoji dvojnici Savarná, které přenechala děti, a sama se promněnila v klisnu. Poté, co Vivasván zjistil pravdu proměnil se v hřebce a když svoji manželku nalezl zplodil s ní Ašviny. Prakticky stejný mýtus je opakován ve Vájupuráně a Višnupuráně, kde však jako rodiče Ašvinů vystupují Saňdžňa a Súrja. Jiné zmínky v pramenech je označují za potomky Djause, oceánu či Púšana.
Podle rgvédských hymnů 1.112 a 1.116-119 zachránili a vyléčili Ašvinové celou řadu lidí, převážně ršiů, védských mudrců a pěvců. Bhudžju a Rébhu zachránili před utopením nepřáteli, Atriho z ohnivé jámy, vyléčili Rdžrásrovu slepotu, Čjavanovi vrátili mládí a zmrzačenému koni Višpalovi nahradili holenní kost železnou protézou. O Čjavanově omlazení vypráví také Mahábhárata. Mudrc se z vděčnosti za toto dobrodiní postavil Indrovi, který považoval Ašviny za nehodné účasti na sómové oběti a silou své askeze vytvořil démona jménem Mada „opojení“, který Indru přinutil aby blížence k rituálu připustil.
Podle rgvédského svatebního hymnu 10.85 byli Ašvinové družby či neúspěšnými nápadníky při svatbě Súrji, dcery Slunce, se Sómou, bohem měsíce. Podobný mýtus je znám i v lotyšské tradici kde se Dieva dēli snaží získat ruku Saules meita „dcery Slunce“, ale tu získá Mēness – Měsíc. V mnoha hymnech je však uvedeno že Súrja byla manželkou obou Ašvinů a že si je sama vybrala. Podle Aitaréja bráhmany ji získali za manželku namísto Sómy, když navrhli že její ruka bude odměnou za výhru v závodu. Manželství s ní, archetypální védskou manželkou, je spojuje i se svazkem muže a ženy – jsou vzýváni aby vezli novomanželku ve svém voze, pomáhají milencům ve vzájemném shledání, nechali eunuchovu ženu porodit dítě a jalovou krávu dávat mléko.

Ašvinové jsou společně s Mitrou, Varunou a Indrou vzýváni v mittanijských smlouvách jako jejich garanti. Motiv Ašvinů jako strážců přísahy se objevuje několikrát i v Rgvédu, pozdější text zvaný Nirukta, obsahující různé lidové etymologie, vykládá Nasátja jako „ne falešný, ne-nepravdivý“. Řečtí Dioskúrové byli také považováni za strážce přísah. Asko Parpola také přikládá Ašvinům pohřební funkci. Poukazuje na existenci pohřebních závodů vozů v řeckém a baltském prostředí a podobnost obětních nádob gharma s pohřebními nádobami gandhárské kultury – z Gandháry podle tradice pocházeli mudrci Kánvové, autoři mnoha rgvédských pasáží věnovaných Ašvinům.
Ašvinové hrají svojí roli i v Mahábháratě, dva z bratrů Pandúovců, hlavních hrdinů eposu, známí jako Nakula a Sahadéva jsou jejich syny. V těchto dvou postavách se odráží vlastnosti božských blíženců, i jejich pozice mezi bohy, některé motivy v díle se objevující jsou nejspíše velmi staré, jiné zase odpovídají době vzniku eposu, tedy až samotného sklonku védského období. Nakula a Sahadéva se vyznačují krásným vzhledem, skromností a úctou ke svým starším bratrům, zároveň se v některých rysech od sebe odlišují. Nakula se na dvoře krále Viráta stará o koně, je krásnější, bojovnější a připomíná tak kšatriju – válečníka, Sahadéva se stará o dobytek, je moudrý a dobromyslný a připomíná tak ideálního bráhmana. Podobný motiv se objevuje i v Řecku kde Kastór je krotitelem koní, zatímco Polydeukés je vítězem jednoho sporu při krádeži dobytka.

## Etymologie
V sanskrtu je jméno těchto božstev uváděno v duálu, tedy jako Ašviná či Ašvinau, ve stejné formě se objevují i jejich další společná jména jako Násátja a Násatjau, tedy Nasátjové, a Divó/dívo napátá „synové nebes, potomci nebes“. Lze předpokládat že všechna tato jména jsou duály eliptickými a tak například Ašviná vlastně znamená „Ašvin a jeho bratr“. Odlišná jména a původ těchto postav odráží například tento verš:
jeden z vás je ctěn jako vítězný pán Súmakha (či: „vítězný syn vznešeného Súmakhy“) a druhý jako syn nebes šťastného údělu“.
 Rgvéd 1.181, 
Etymologie různých jmen těchto božstev jsou následující:
- Ašvinové vychází z védského ašvin „vlastnící koně“.Přímým protějškem védského jména je litevské Ašvieniai. V homérské řečtině odpovídají výrazy hippeús a hippotēs „bojující z vozu, řídící válečný vůz“ užívané jako titul pro hrdiny jako Nestór, Týdeus nebo Patroklés. Samotný Kastór je pak hippodamos „krotitel koní“.[2][5]

- Nasátja snad vychází z *nasatí „bezpečný návrat“ a souviset s úkolem vozataje vrátit válečníka v pořádku zpět domů, toto jméno je tak často vykládáno jako „zachránci, spasitelé“ Může být příbuzné jménu řeckého Nestóra, který byl znám svým vozatajským uměním.[2]

- Védské Divó napátá či Dívo napátá lze přeložit jako „potomci nebes“. Divó je instrumentálem od slova djaús označujícího nebesa či nebeského boha Djause, napátá znamená „potomci“, později bylo užíváno ve významu „vnuci“. Analogický výraz je znám v latině kde Iouis nepotes „Jovovi potomci“ označuje převzaté řecké Dioskúry. Divó napátá však nemusí indikovat přímý příbuzenský vztah mezi Ašviny a Djausem, védská božstva jsou běžně označována jako napátah různých abstrakcí jako síly či moci. V rgvédském hymnu 1.181 je však o jednom z Ašvinů řečeno že je Divó putráh, tedy jasně „Djausův syn“. Těmto výrazům odpovídá řecké Dios kúroi „Diovi synové, Diovi chlapci“, lotyšskému Dieva dēli „Dievovi synové“ a litevskému Dievo sūneliai „Dievasovi synkové“.[2][5]

- Súmakh je jméno otce jedno z Ašvinů, či podle jiného překladu samotného Ašvina, a jeho překlad je nejasný. Asko Parpola jej spojuje se starořeckým makhé „bitva, souboj“ a Martin L. West jej přímo překládá jako „Dobrý válečník“. Manfred Mayrhofer slovo namísto toho vyložil jako „bohatý, štědrý“, což je vlastnost očekávaná od vítězného vojevůdce. Podle Westa může Súmakhem bůh Indra, který je občas tímto jménem titulován, či nějaký smrtelný král.[2][5]

- Dasra, jméno jednoho z Ašvinů v pozdější epice, lze jednoduše přeložit jako „chytrý, dovedný“, ale také „mající podivuhodné dovednosti“ či „divotvorný“. Výraz je v Rgvédu užíván i jako přízvisko obou Ašvinů, též ve formě purudamsa „mající mnoho dovedností“ související s řeckým poludénés „mající mnoho rad, plánů či dovedností, moudrý“. Jako Dasra je označován taktéž Púšan.[1][5]

## Hypotézy

### Asko Parpola
Podle názoru indologa Asko Parpoly není kult Ašvinů původem praindoevropský, ale vznikl až v prostředí Praindoíránců obývajících na přelomu 3. a 2. tisíciletí př. n. l. území v okolí jižního Uralu. Předobrazem těchto božstev byla posádka nového vynálezu – válečného vozu, který byl objeven buď v této oblasti nebo na Blízkém východě. Od Praindoíránců se poté tento kult rozšířil k předkům Řeků a Baltů.
To že Ašvinové tvoří dvojici vysvětluje Parpola faktem že posádku válečného vozu tvořili dva muži - válečník soustředící se na boj či lov a vozataj řídící vůz a starající se o koně. Těsné sepětí této dvojice naznačuje nález hrobu kultury Sintašta (2200–1800 př. n. l.) na jižním Uralu na jehož dně je pohřben válečník se zbraněmi a vozem, zatímco v horní komoře je pohřben další muž s párem koní. Ve védském náboženství je pak posádka vozu s Ašviny přímo ztotožněna.
Indoíránci uctívající dobovou formu Ašvinů později migrovali na jih kde na hranicích dnešního Afghánistánu, Turkmenistánu, Uzbekistánu a Tádžikistánu okolo roku 1 500 př. n. l. Ovládli starší kulturu zvanou Baktrijsko-margiánský kulturní komplex. Zde se setkali mimo jiné s Asyřany jejichž kult nejvyššího boha Aššúra je vedl k představě dvou abstraktních božstev: Mitry a Varuny, která však měla stejnou duální povahu jako Ašvinové. V důsledku toho převzala tato nová božstva královskou funkci Ašvinů.
Parpola chápe Ašviny jako božské reprezentanty dvojkrálí, které je doloženo ze Sparty, jež byla centrem kultu Dioskúrů. V indickém prostředí Džajminíja bráhmana zmiňuje že rádžpurohit – králův kněz sloužil svému pánu jako vozataj aby dohlížel na to že nespáchá žádný hřích. Pod jménem Divó napátá jsou skutečně v rgvédském hymnu 10.39 označováni jako králové, ačkoliv podle některých názorů „potomky nebes“ v tomto případě nejsou myšleni Ašvinové, ale Mitra a Varuna. Proti tomu však lze namítnout že spojení mezi vladařem a válečným vozem se opakovaně objevuje v védských náboženských i epických textech, stejně tak indoárjovská jména mittanijských králů jsou spojena s vozem.

### Trojfunkční hypotéza
Zastánci trojfunkční hypotézy, vytvořené Georgem Dumézilem, chápou Ašviny především jako božstva navracející mládí, zdraví a plodnost, zajišťující lásku a bohatství. Řadí je tak božstvům třetí funkce, spojené s plodností a prosperitou. Jaan Puhvel spatřuje doklad příslušnosti Ašvinů k třetí funkci i ve dvou výčtech božstev kde figurují na třetím místě:
- Mitra a Aruna, Indara, Našattija (mittanijské smlouvy)
- Áditjové, Rudrové, Ašvinové (Atharvavéd 5.3)

Zmiňuje i obdobné trojice v Rgvédu a na jiném místě Atharvavédu, kde však namísto Ašvinů figurují Vasuové, skupina božstev – dárců statků, tvořících družinu Indry či Agniho. Z tohoto důvodu řadí Ašviny mezi Vasuje, ačkoliv védské texty tak nečiní.
Podle Puhvela mohl být původním Ašvinem Násatja, odpovídající řeckému Kastórovi, zatímco druhým byl Dasra/ Divó napátá, syn Djausův odpovídající Polydeukovi, synu Diovu. Mýtus o sporu mezi Ašviny a Indrou interpretuje jej jako válku funkcí, zároveň démona Madu přirovnává k severskému Kvasirovi. Za nejasný považuje vztah mýtu o zrození Ašvinů božským rodičům proměněným v koně s řeckým mýtem o tom jak Nefelé, bohyně stvořená jako dvojnice Héry, zplodila s krále Ixiónem Kentaura, předka kentaurů. Kromě démonického Nánhaithjua považuje za íránský, respektive zarathuštrický, protějšek Ašvinů také dvojici Ameša Spentů zvaných Hauhavát „Celistvost, Zdraví“ a Ameretát „Nesmrtelnost, Dlouhověkost“. Jejich spojení s vodou a rostlinami přirovnává léčivým vodám a bylinám Ašvinů jako božských lékařů.